# Erich Rosa
Erich Rosa (* 18. Januar 1901 in Schweinfurt; † 23. Juni 1960 ebenda) war ein deutscher Landwirt und Politiker der CSU. Von 1954 bis zu seinem Tode gehörte er dem Bayerischen Landtag als Abgeordneter an.

## Leben
Rosa besuchte die Volksschule und das humanistische Gymnasium in Schweinfurt. Danach absolvierte er eine landwirtschaftliche Lehre, die er 1919 abschloss, und studierte an der landwirtschaftlichen Hochschule in Hohenheim, dieses Studium beendete er mit dem Abschluss als Diplom-Landwirt. Rosa wurde daraufhin bei der Bismarckschen Verwaltung bei Schönhausen (Elbe) in den Beamtenstand erhoben. 1933 pachtete er das Gut Rothhof bei Sulzfeld, 1938 kaufte er das Freigut in Karsdorf. Am 12. Juni 1937 beantragte er die Aufnahme in die NSDAP und wurde rückwirkend zum 1. Mai desselben Jahres aufgenommen (Mitgliedsnummer 4.516.546). Nachdem er in den Kriegsdienst eingezogen wurde, flüchtete Rosa am 8. Mai 1945 mit seiner Familie nach Schweinfurt, wo er den Besitz seiner Schwiegereltern wiederaufbaute und bewirtschaftete.

## Politisches Wirken
Rosa wurde bei der Landtagswahl 1954 im Stimmkreis Schweinfurt-Stadt und -Land direkt gewählt, im Parlament gehörte er unter anderem dem Ausschuss für Angelegenheiten der Heimatvertriebenen und Kriegsfolgegeschädigten an, ebenso dem Beirat zur Wiedergutmachung beim Landesentschädigungsamt. Bei der Wahl 1958 wurde sein Direktmandat bestätigt. In der neuen Wahlperiode war er stellvertretender Fraktionsvorsitzender der CSU, ebenso Mitglied des Ältestenrats und des Rundfunkrats des Bayerischen Rundfunks. Nach seinem Tod rückte Erwin Lauerbach für ihn in den Landtag nach.